# Майкл Джексон: Призраки
«Майкл Джексон: Призраки» (англ. Michael Jackson's Ghosts) — американский короткометражный музыкальный фильм ужасов с Майклом Джексоном в главных ролях 1996 года. Режиссёр картины — Стэн Уинстон, оригинальный концепт сценария принадлежит Джексону и Стивену Кингу. Бюджет картины составил 15 миллионов долларов.
По сюжету жители городка во главе с Мэром ополчаются на, как им кажется, подозрительного и странного отшельника Маэстро, который живёт в особняке на окраине. Незваные гости заявляются в дом главного героя, который доказывает им, что не собирается никому причинять вред. Сюжетное развитие сопровождают и дополняют песни Джексона «2 Bad», «Is It Scary» и «Ghosts».
Премьерный показ «Призраков» в США состоялся в октябре 1996 года в перед показом полнометражного фильма Стивена Кинга «Худеющий». В Европе премьера состоялась вне конкурса на 50-м Каннском кинофестивале. 
В 1997 году Джексон и его хореографы получили за фильм награду «Bob Fosse Awards» в номинации «Лучшая танцевальная постановка в музыкальном видео».

## Сюжет
В замке Сомплейс-Элс (англ. Someplace Else — букв. «Другое место») на окраине города Нормал-Уэлли («Долина нормальных») живёт отшельник Маэстро. Жители городка в большинстве своём считают, что этот «человек со странностями» может причинить им вред, поэтому Мэр собирает группу разозлённых горожан, чтобы изгнать отшельника из населённого пункта.
Главный герой встречает толпу в большом зале внутри поместья. Мэр угрожает ему расправой, если он не исчезнет из города, однако Маэстро отвечает: «Пытаешься запугать меня? Значит у меня нет выбора: я попытаюсь запугать тебя в ответ». Перед горожанами он танцует в компании зомби и другой нечисти, затем становится танцующим живым Скелетом. Далее, приняв обличие Демона, персонаж вселяется в толстого неуклюжего Мэра и заставляет его выплясывать перед публикой.
Постепенно горожане понимают, что Маэстро лишь пугает, но не причиняет им никакого вреда, однако Мэр продолжает настаивать на своём. Герой сдаётся и разбивается в пыль, довольный градоначальник собирается покинуть особняк, но, открыв дверь, обнаруживает в проёме огромное лицо Маэстро-Демона. От испуга Мэр выбрасывается в окно, а жители городка мирятся с главным героем.
Режиссёр Мик Гаррис рассказал о сюжете: «Этот фильм повествует об изгое. Этот персонаж не такой как все для горожан, живущих нормальной жизнью. В каком-то плане Джексон сам ассоциировал себя с этим сюжетом».

## В ролях
| Актёр         | Роль                               |
| ------------- | ---------------------------------- |
| Майкл Джексон | Маэстро Мэр Скелет Демон Демон-Мэр |

## Сценарий и съёмки
В начале 90-х создатели фильма «Семейные ценности Аддамсов» захотели использовать тогда ещё неизданную песню Джексона «Is It Scary» для саундтрека. Композиция должна была прозвучать во время закрывающих титров картины. Музыкант принял решение снять жуткий видеоклип на эту песню, он обратился со своими идеями к писателю и сценаристу Стивену Кингу. Режиссёр Мик Гаррис, известный своим многолетним сотрудничеством с писателем, уже отснял небольшую часть 6-минутного ролика в качестве основы и начал её постпродакшн, когда Джексон обратился к Кингу с идеей для короткометражного фильма. Писатель, будучи любителем экспериментов, согласился попробовать себя в новом качестве — стать сценаристом музыкальной, пусть и не полнометражной картины. Вместе они разработали её первоначальную концепцию. Тогда сценарий для 6-минутного ролика разросся до сюжета полноценной короткометражной ленты. Впоследствии музыкант и сам не захотел отдавать песню для «Семейных ценностей...», а вдобавок, в результате конфликта c лейблом певца, студия Paramount так и не получила право использовать «Is It Scary» в своей картине. Съёмки ролика были заморожены на 3 года. В 1996 году, когда Джексон принял решение возобновить производство, Гаррис оказался занят в другом проекте и порекомендовал певцу обратиться к известному мастеру спецэффектов Стэну Уинстону, с которым музыкант уже был знаком после съёмок в мюзикле «Виз». Гаррис отмечал, что «Призраки» очень трудно классифицировать: «Что такое 35-минутный фильм? Кажется, что это и не короткометражка, и не музыкальное видео, это что-то уникальное». По информации режиссёра бюджет съёмок составил 15 миллионов долларов, певец сам оплатил весь съёмочный процесс. Кинг и Гаррис рассказывали, что первоначальная концепция за 3 года довольно серьёзно изменилась, режиссёр сравнил свои первоначальные наработки с финальной версией: «В первую очередь, «Призраки» стали проектом самого Майкла, фильм стал гораздо масштабнее, чем задумывалось — в этом чувствуется его традиционный подход ко всему».
Уинстон применил в картине большое количество разнообразных спецэффектов, в том числе совершенно новые разработки своей студии. Главный герой проходит через множество превращений: он то растягивает кожу до нечеловеческих пропорций, то превращается в Демона. Критики отмечают, что подобные спецэффекты были передовыми для середины-конца 1990-х гг. Так с применением технологии CGI персонаж становится каплей жидкости и вселяется в Мэра. Технология Motion capture и сама идея воплотить живой скелет на экране пришла из медицины, когда врачи с её помощью стали лечить детский церебральный паралич. Этот замысел и ранние разработки этой технологии несколько лет витали в среде 3D-аниматоров. Музыкант исполнил роль Скелета как раз при помощи маркерной системы захвата движения, и короткометражный фильм Джексона и Уинстона стал одним из первых проектов, в котором для широкой публики была воплощена многолетняя разработка аниматоров.

## Саундтрек
В фильме звучат три композиции Джексона: «2 Bad», ранее выпущенная в альбоме музыканта HIStory: Past, Present and Future, Book I, затем звучат «Is It Scary» и «Ghosts» — неизданные на момент премьеры «Призраков» песни, позднее вошедшие в альбом ремиксов на песни Джексона Blood on the Dance Floor: HIStory in the Mix. Критики отмечали, что смысл текстов композиций и сюжет фильма взаимно дополняют друг друга.
- «2 Bad» открывает музыкальную часть фильма, Маэстро в компании своих «придворных» исполняет перед толпой горожан и Мэром динамичный агрессивный танец. По признанию хореографа и танцора Лавелля Смита[англ.], работавшего Джексоном на протяжении многих лет, хореография для «2 Bad» стала их самой сложной работой[13]. В тексте этого трека содержится посыл против идеологии и системы, певец заявляет, что чувствует себя мишенью из-за своей расы и социального статуса: «Чего вы от меня хотите? Я устал от ваших преследований» (англ. What do you want from me? Tired of you haunting me)[14].
- «Is It Scary» звучит с того момента фильма, когда Маэстро становится живым Скелетом. Трек выдержан в мрачной, жуткой стилистике, в тексте певец задаёт вопросы: «Я вызываю у вас смех или привожу в замешательство? Тот ли я зверь, которого вы себе представляли?» (англ. «Am I amusing you // Or just confusing you // Am I the beast // You visualized?»). Критики отметили, что песня, таким образом, содержит ответ публике, считавшей певца клоуном или участником менестрель-шоу[15][16].
- «Ghosts» — главная тема фильма, она завершает музыкальную часть ленты. Демон вселяется в Мэра и заставляет его танцевать перед горожанами. Текст песни затрагивает тематики страха, паранойи и сверхъестественных явлений и существ, в припевах музыкант спрашивает: «Кто дал вам право трясти моё семейное древо? Кто дал вам право врываться сюда?» (англ. And who gave you the right to shake my family tree? // And who gave you the right to take intrusion to see me?)[17].

Фоновую музыку к фильму написал британский композитор Николас Пайк.

## Премьера и реакция критиков
Премьерный показ «Призраков» в США состоялся в октябре 1996 года в Калифорнии в Академии кинематографических искусств и наук перед показом полнометражного фильма Стивена Кинга «Худеющий». В Европе премьера состоялась вне конкурса на 50-м Каннском кинофестивале. Затем странах Европы и Азии фильм был выпущен на видеокассетах как отдельно, так и в составе коллекционного бокс-сета Ghosts вместе с альбомом Blood on the Dance Floor: HIStory in the Mix и промосинглом «On the Line». Во Франции «Призраки» получили две платиновые сертификации. В 2001 году в интервью порталу Getmusic.com Джексон рассказал о планах выпустить фильм вместе с документальными материалами о съёмках на DVD. В октябре 2002 года на телеканале VH1 состоялась премьера документальных кадров «Создавая „Призраки“» (англ. «Making of Ghosts»), однако релиз фильма и этих материалов на DVD так и не состоялся. До 2013 года 39-минутная лента являлась самым длинным музыкальным видео по версии книги рекордов Гиннесса. В 2017 году исполнители завещания музыканта, отвечая на вопросы поклонников, заявили, что у них есть планы однажды в канун Хэллоуина организовать в кинотеатрах по всему миру премьеру «Призраков» в формате 3D.
В середине-конце 90-х гг. критики восприняли «Призраки» в штыки. Подавляющее большинство из них сошлись во мнении, что певец отчаянно цепляется за дни своей славы, когда вышел «Триллер». Культурный критик Джозеф Вогель писал, что фильм обладает сильной концепцией, однако она раскрыта не полностью. Недостатками ленты он посчитал «вялый, предсказуемый сюжет» и «весьма неуклюжую концовку».
Обозреватель портала Fourthreefilm.com отмечает, что Джексон в своём творчестве тяготел к запоминающимся музыкальным и визуальным трансформациям, в своих видеоклипах он уже превращался в оборотня, чёрную пантеру, а также играл таинственного персонажа из Древнего Египта, «Призраки» не стали исключением. Тогдашний период творчества музыканта можно охарактеризовать как политически активный: Джексон часто выступал активистом, затрагивая например проблемы расового неравенства и полицейского беспредела в песнях «Black or White» и «They Don’t Care About Us». «Неудивительно, что первое, что мы видим в фильме — горящий факел в руках разъярённого горожанина, — пишет журналист. — Рассмотрев этот момент вне готического контекста, можно увидеть глубокую культурную отсылку на так называемую „охоту на ведьм“, опасно близкую к белым мантиям». В целом, по мнению критика портала Est1997.com, фильм представляет собой метафорическое представление отношений Джексона с миром, в котором Маэстро — это он сам, а Мэр и толпа горожан — таблоидные средства массовой информации и идущие у них на поводу обыватели.
В 1997 году Джексон и его хореографы получили за фильм награду «Bob Fosse Awards» в номинации «Лучшая танцевальная постановка в музыкальном видео».